# Lepthyphantes bamboutensis
Lepthyphantes bamboutensis là một loài nhện trong họ Linyphiidae.
Loài này thuộc chi Lepthyphantes. Lepthyphantes bamboutensis được Robert Bosmans miêu tả năm 1986.